# Jacques Le Balleur
Jacques Le Balleur, frequentemente confundido com João de Bolés, foi um ferreiro huguenote, nascido na França em data incerta e educado em Genebra. Em 1557 foi enviado por Jean Calvino, junto com outros cinco missionários, para ministrar os franceses da expedição de Villegaignon ao Brasil, a França Antártica.
Ministro calvinista, participou do primeiro culto evangélico do Brasil em 10 de Março de 1557; no dia 21 celebraria a primeira Santa Ceia. Este espírito de tolerância não durou muito. Em virtude de questões teológicas, Villegaignon passou a perseguir os colonos huguenotes, incitado pelo ex-frade dominicano Jean de Cointac.
Com a passagem de um navio que seguiria para França (o "Les Jacques"), os colonos expulsos resolveram retornar seu país.  "Mesmo não se opondo ao embarque, Villegaignon enviou instruções secretas para serem entregues ao primeiro juiz em França, dizendo para que se executassem os huguenotes como traidores e hereges."  No entanto estas instruções acabaram não servindo diretamente para alguns dos colonos, pois, ao perceber o risco de naufrágio, cinco deles – Jean du Bourdel, Matthieu Verneuil, Pierre Bourdon, André Lafon e Jacques Le Balleur – voltaram à terra firme. Villegaignon os aprisionou imediatamente e exigiu uma resposta, por escrito, em doze horas, a uma série de questionamentos teológicos. Os huguenotes presos ofereceram a resposta por meio da redação de um documento conhecido como Confissão de Fé da Guanabara.
Como os colonos reformados recusaram-se a abjurar suas convicções religiosas, Villegaignon os condenou a morte. "Bourdel, Verneuil e Bourdon foram estrangulados e lançados ao mar.  André Lafon, sendo o único alfaiate da colônia, teve a vida poupada sob a condição de que não divulgasse as suas ideias religiosas". O único que conseguiu fugir foi Jacques Le Balleur e vadeou até São Vicente, sendo poupado de ser devorado pelos índios por estar com um livro, que os Tupinambás pensaram ser a tão esperada e prometida Bíblia, que era tida como um amuleto. Tratava-se de uma peça de Rabelais.
Em  São Vicente, Le Balleur pregou a fé cristã a partir do ponto de vista calvinista, levando os jesuítas a forçarem a Câmara a prendê-lo em 1559. Foi torturado para dar informações estratégicas do Forte Coligny. Foi levado a Salvador, onde Mem de Sá concordou em condená-lo por ser seguidor da fé protestante, e onde foi executado em abril de 1567, na presença do padre José de Anchieta.